# Maghila
Maghila est une tribu berbère de la grande branche des botr issue des zenètes.
Maghila (ou Mghila) est aussi une plaine rurale située en Tunisie, entre la ville de Sbeitla et Sidi Bouzid. En Algérie, la commune de Meghila à Tiaret porte le même nom.

## Étymologie et Généalogie
les Maghilas sont des berbères botrs dont l'ancêtre est Madghis El Abtar . ils sont frères des Matmata, des Lemeïa, des Melzouza, des Douna et des Kechata, ces trois derniers sont regardés comme Maghiliens 

## Populations
Les Maghila vivent dispersés dans différents endroits du Maghreb après avoir formé deux grosses bandes dont l'une habitait le Maghreb central et occupait les campagnes qui s'entendent depuis l'embouchure du Chélif jusqu'à la ville de Mazouna. La seconde habitait Maghreb al-Aqsa entre Fès, Sefrou et Meknès 

## Personnalités historiques
La tribu de Maghila donna le jour à plusieurs personnalités qui ont marqué l'histoire du Maghreb, ibn Khaldoun cita :
- Abou Hassan : chef qui se révolta en Ifriqiya aux premiers temps de l'islam
- Abou Qurra Al Maghili : Émir sufrite qui régna 40ans sur le Maghreb
- Abou Hattem Yacoub qui revolta avec Abou Qurra et s'empara EL Qayrawān
- khaled ibn Khodach : savant
- Khalifa ibn Kheïat : savant
- Moussa ibn kholeid : chef
- Melih ibn Alouan : chef
- Hassan ibn Zeroual : chef qui accompagna Abd al-Rahman Ier en Andalousie
- Deloul ibn Hammad : Émir et fondateur de Igri